# 두르베

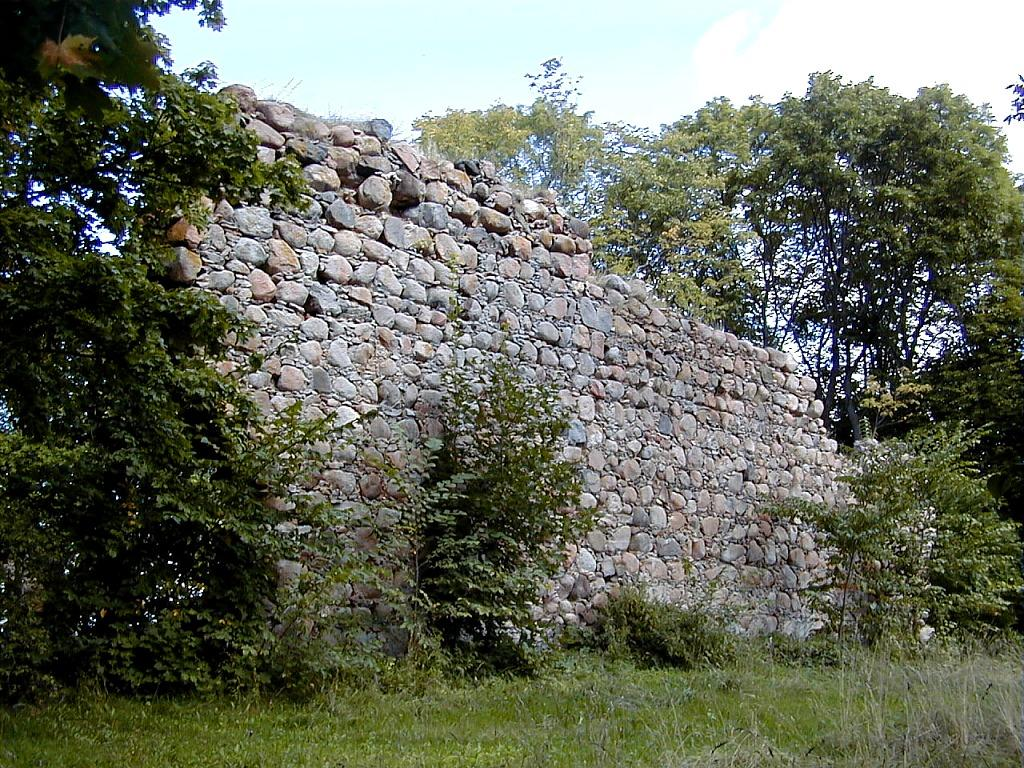
두르베성 유적

도시 깃발

도시 문장

두르베(독일어: Durben, 리투아니아어: Durbė, 폴란드어: Dorbiany, 러시아어: Дурбе Durbe/Дурбен Durben, 영어: Durbe)은 라트비아의 도시이다. 두르베는 두르베호 근처에서 두르베 전투가 발생한 1260년에 처음으로 언급되었다. 2020년 기준 인구는 492명이다.
1893년에 두르베에 도시 권리가 부여되었고 1917년에 확인되었다. 두르베 저택은 1917년에 독일 여단의 본부로 사용되었다.
1925년에 마을의 문장 (상징)이 수여되었다. 은색 사과나무에 사과 7개가 달려 있고, 각 요일을 상징한다. 나무는 20세기 초 시장이자 도시 정원사인 Simanis Klevers(Sīmanis Klēvers)가 만든 두르베 사과 과수원을 나타낸다. 라트비아 민속에서 사과나무는 젊음과 동정심을 불러일으키는 마법의 원천으로도 여겨진다. 도시 깃발은 2016년에 채택되었다.